# Medal of Honor: Underground
Medal of Honor: Underground — приквел шутера від першої особи Medal of Honor, розроблений компанією DreamWorks Interactive і виданий Electronic Arts 25 листопада 2000 року для консолі PlayStation.

## Сюжет
Головна героїня гри — молода дівчина на ім'я Манон Батист. Її персонаж заснований на Елен Дешам Адамс (англ. Hélène Deschamps Adams), учасниці в Французькому Русі Опору. В оригінальній Medal of Honor, Манон Батист була координатором Джиммі Паттерсона, який отримував від неї завдання. Гра починається в 1942 році, після того, як Німеччина розтрощила французькі збройні сили та завоювала Францію. Спочатку, за сюжетом, Манон Батист не приєднується до Руху Опору, протягом перших років війни. Протягом гри стає помітний її зміну від наївного добровольця до загартованого ветерана, який у результаті прийнятий на роботу американцями в Управління стратегічних служб (OSS), так само як і Джиммі Паттерсон. Саме там, вона зіграє ключову роль у звільненні Парижа.

## Ігровий процес
Штаб гри — підпільний французький командний пункт Опору, який розташований в переробленому підвалі звичайної французької пекарні. Рівні гри стали довшими, а їхня кількість більшою. Складність гри також зросла. Додалися нові умови проходження знищення ворогів. У кожній місії тепер необхідно виконувати обов'язкові завдання: знаходити певні речі (карти, пропуски, журнали, плани, розклади), проводити диверсійні акти: підривати мости, склади зброї та інші стратегічно важливі об'єкти. У грі з'явилося нововведення — Союзники. Тепер саме разом з ними необхідно виконувати деякі завдання. Іноді їх доведеться захищати, тому що від їхнього життя буде залежати виконання місії.

### Зброя та техніка
У грі, поряд з німецькою гранатою Stielhandgranate з'явилися пляшки із запальною сумішшю — «коктейль Молотова», станковий кулемет MG 34, як стаціонарний, так і встановлений на мотоциклі з коляскою; гранатомет Panzerfaust, штурмова гвинтівка StG 44, снайперський Mauser 98, пістолет Colt M1911, арбалет Big Joe.
З техніки в грі присутні танки T-III і T-IV, бронетранспортери, мотоцикли BMW з коляскою, вантажівки Opel.
В одній з місій навіть доводиться ховатися від літака Ju-87 «Юнкерс», з якого скидають бомби.

### Завдання
Гра складається з 7 місій, до яких включено 25 рівнів. Перше своє завдання Манон отримує в 1942 році в Парижі. Там же їй належить побувати в Німеччині, Греції, на острові Крит, Італії та Північній Африці.
Після завершення гри відкривається нова місія, названа «Panzerknacker» — «Бронебійний», в якій гравець виступає в ролі лейтенанта Джиммі Паттерсона. Союзні війська отримали сигнал лиха, який послав невідомий, плутано повідомивши про те, що в старому занедбаному замку, після того, як туди в'їхав німецький вчений, почали відбуватися дивні речі й все вийшло з-під контролю. Паттерсона відправляють туди, щоб з'ясувати ситуацію. У самому замку і його передмістях з'являються нові типи ворогів, включаючи збройних собак, лицарів, зомбі-солдатів і механічних солдат-роботів, названих «Panzerknacker». Мета цієї місії полягає в тому, щоб зібрати свого «Panzerknacker», який допоможе пройти завершальний рівень.

## Штучний інтелект
Штучний інтелект став ще більш просунутим і вороги стали набагато розумнішими. Їхні дії тепер стали більш злагодженими. Вони можуть сховатися в укриття, а вже звідти вести безперервний вогонь і закидати граната ми. Або, залишивши одного-двох людей для прикриття, піти в атаку. З перших рівнів помітно, що німці і їхні союзники навчилися набагато краще стріляти з-за рогу.

## Цікаві факти
1. У першій місії Манон зі своїм братом Жаком намагаються викрасти німецьку вантажівку зі зброєю і боєприпасами з будівлі Паризької опери, але німці розстрілюють вантажівку і Жак гине. У деяких перекладах ігри, Жак попереджає Манон, що у випадку, якщо щось піде не так, вона йшла до катакомб і сказала партизанам, що вона його сестра. Так що питання про те рідні чи вони брат і сестра залишається спірним.
2. У другій місії Манон на літаку доставляє Джиммі Паттерсон до Північної Африки. У брифінгу говориться, що місія настільки секретна, що пілотові невідомо кого він перевозить і навіть заборонили дивитися на ту людину, яку він перевозив. Мабуть, Паттерсон так і не дізнався, що за пасажир на борту. У цій же місії та в місії в Греції, Манон видає себе за німецького фото кореспондента. Необхідно буде фотографувати карти, документи та шифр-коди. Німецькі солдати теж не відмовляються потрапити в об'єктив.
3. У шостій місії, Манон повертається в Париж і мстить за смерть Жака, підірвавши Паризьке метро, разом з німецькими солдатами, що знаходяться там.
4. Манон Батист так само з'являлася в одному з епізодів European Assault, але під ім'ям Манон Дешам.